# Unidad Popular Venezolana
Unidad Popular Venezolana (UPV) es un partido político izquierdista venezolano fundado por Lina Ron en 2004 y dirigido por Henry Hernández en la actualidad. Aunque se fusionó en el Partido Socialista Unido de Venezuela en 2007, fue reinscrito en 2008 por diferencias tras la fusión. Forma parte de la coalición del Gran Polo Patriótico, integrada por partidos políticos afines a la Revolución Bolivariana en Venezuela.

## Antecedentes
El actual partido Unidad Popular Venezolana (UPV) tiene como antecedentes históricos a diversos partido con nombres similares, cuya ideología política es igualmente parecida. La primera referencia aparece en 1944 como Unión Municipal, partido afines al comunismo, quienes legalmente no podían presentarse como tales, debido a las prohibiciones existentes por parte del gobierno de Isaías Medina Angarita contra esa ideología.
Posteriormente, en el estado Zulia se formó la organización Liga de Unificación Zuliana y en 11 estados del país, las denominadas Uniones Populares, todas de tendencia comunista. En julio de 1944 todas estas «uniones» se fusionaron en un partido a escala nacional que resultó en la formación de la Unión Popular Venezolana.

## Actualidad

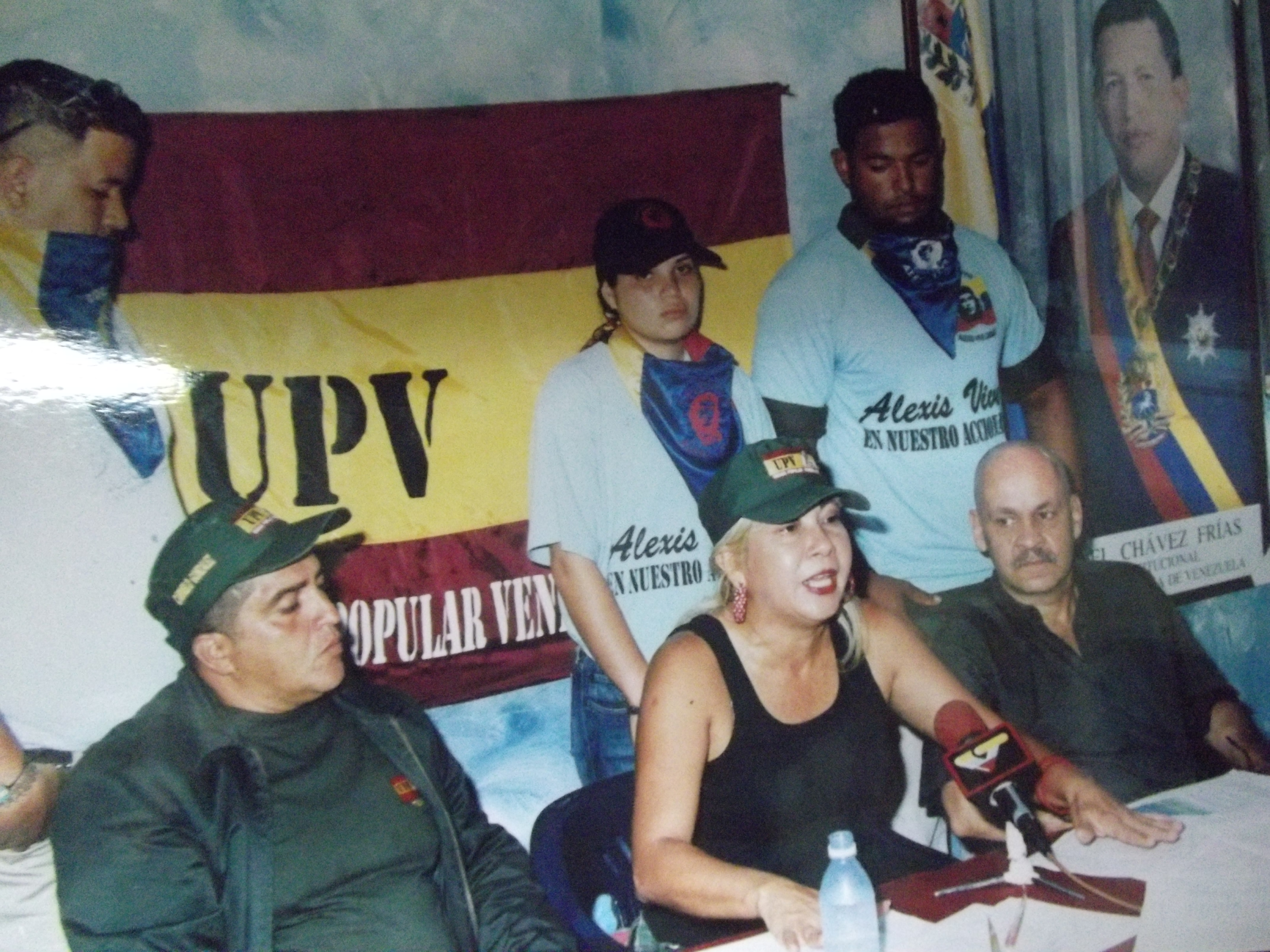
Lina Ron, líder histórica del partido.

Más recientemente lleva este nombre un partido político venezolano de tendencia radical, que toma relevancia producto de las diferencias de algunos de los partidarios del presidente venezolano Hugo Chávez con respecto al principal partido de su gobierno el Movimiento V República (MVR), aunque esto no ha impedido que sus militantes encabezados por la dirigente popular Lina Ron, apoyen decididamente al mandatario venezolano, e incluso a que este partido tenga buenas relaciones con todos los partidos de la coalición chavista, incluido el propio MVR, que fue disuelto para crear el Partido Socialista Unido de Venezuela (PSUV), esto como consecuencia de tener las mismos propósitos políticos a pesar de las diferencias internas.
El mayor éxito de este partido ha sido obtener representación parlamentaria en la Asamblea Nacional a partir de las elecciones de noviembre de 2005. En las Elecciones presidenciales de diciembre de 2006 obtuvo 78.064 votos para su candidato Hugo Chávez. En el 2007 la UPV fue desarticulada para formar parte del PSUV, partido de gobierno. Debido a las divergencias internas con el PSUV, decidieron nuevamente inscribirse en el Consejo Nacional Electoral y participar como partido con personalidad y militancia propia.
En las elecciones presidenciales de 2012 lograron 88.322 votos nuevamente para el candidato del Gran Polo Patriótico, Hugo Chávez.Tras el fallecimiento del presidente Hugo Chávez en marzo de 2013, apoyaron a Nicolás Maduro como candidato en las elecciones presidenciales de 2013. Obteniendo este partido 89.990	votos.
En el 2015 la directiva Nacional del partido expulsa de sus filas al viudo y expresidente de la UPV Humberto Berroteran, por hacer pronunciamientos en contra del gobierno y pactar con la derecha, es entonces donde asume la Presidencia el 11 de Diciembre del 2015 la Diputada por el Estado Yaracuy Wendy Tellechea.
En el 2017, la Sentencia Nº 86 sala Electoral con fecha 29-06-2017 del Tribunal Supremo de Justicia de Venezuela, reconoce a la Directiva Nacional representada por la Presidenta Wendy Tellechea. Este mismo año en Asamblea Nacional Extraordinaria de fecha 24 de agosto, se ratifican las autoridades y se le devuelve la Secretaria General Nacional a quien siempre fungió en este cargo: Comandante Lina Ron, según acta del 2011 se había acordado que seria respetada "Aeternitas" por ser la fundadora y mujer luchadora, icono eterno de nuestro partido y de nuestra revolución, Unidad Popular Venezolana se encuentra fiel a los ideales revolucionario, dando la batalla en los ideales Chavista. En la actualidad posee un diputado a la Asamblea Nacional, Juan Arroyo.

## Resultados electorales

### Elecciones presidenciales
| Elección | Candidato      | Votos  | Porcentaje | Resultado |
| -------- | -------------- | ------ | ---------- | --------- |
| 2006     | Hugo Chávez    | 79 929 | 0,68%      | Electo    |
| 2012     | Hugo Chávez    | 89 622 | 0,60%      | Electo    |
| 2013     | Nicolás Maduro | 89 990 | 0,60%      | Electo    |
| 2018     | Nicolás Maduro | 34 316 | 0,37%      | Electo    |

### Elecciones parlamentarias
| Elección | Diputados | +/- |
| -------- | --------- | --- |
| 2005     | 1/167     | 1   |
| 2010     | 0/165     | 1   |
| 2015     | 0/167     |     |
| 2020     | 4/277     | 2   |